# Євтихій (Тулупов)
Ієромонах Євтихій Тулупов (пом. 9 липня 1915, поблизу села Можейкани) — ієромонах Богородицької-Площанської пустелі, Брянського повіту, Орловської губернії, військовий полковий священник.

## Біографія
Дата і місце народження невідомі.
Батько Євтихій служив у 289-му Коротоякському полку 73-ї піхотної дивізії.
Учасник Першої світової війни.
9 липня 1915 року з хрестом у руці повів полк на прорив з оточення і загинув у бою біля села Можейкани.
«Він не зважав на небезпеку і зовсім не боявся смерті. А коли прийшла його година, то він, як добрий пастир, цілком спокійно поклав душу свою за овець своїх. Вічна пам'ять тобі, дорогий наш співбрате!» — писав командир 289-го полку про ієромонаха Євтихія.
Кореспондент газети «Нова історія» писав про той бій: «Невеличкий на зріст, з великою сивою бородою, з обличчям дитячої доброти та віри, отець Євтихій вийшов з ротами з узлісся, тримаючи хрест над головою, пройшов під запеклим вогнем ворожих ланцюгів і рушив далі. А за ним уперед побігли інші. Ворожа куля поранила батюшку в плече. Його одразу ж перев'язали, і він знову пішов уперед, поки не впав навзнак…».

## Нагороди
- За стійкість і мужність, виявлені в боях на території Східної Пруссії, отець Євтихій був нагороджений орденом Святої Анни III ступеня з мечами та бантом, а посмертно — орденом Святого Георгія IV ступеня (13 вересня 1916).